# Phyllidiidae
Phyllidiidae zijn een familie van in zee levende slakken. 

## Leefwijze
Er is niet veel bekend over het voedingsgedrag van de slakken uit deze familie. 

## Verspreiding en leefgebied
De meeste soorten uit de familie komen voor in de tropische Indopacifische regio, maar sommige soorten komen voor in de Middellandse Zee en Atlantische Oceaan. 

## Geslachten
De familie kent de volgende geslachten:
- Ceratophyllidia  Eliot, 1903
- Phyllidia Cuvier, 1797
- Phyllidiella Bergh, 1869
- Phyllidiopsis Bergh, 1875
- Reticulidia  Brunckhorst, 1990